# Drew Bledsoe
Drew McQueen Bledsoe (Ellensburg, 14 febbraio 1972) è un ex giocatore di football americano statunitense.
Ha giocato nel ruolo di quarterback nella National Football League, conosciuto per essere stato il quarterback titolare dei New England Patriots nel periodo 1993-2001.
Durante gli anni novanta, Bledsoe era considerato uno dei volti della franchigia dei Patriots. Drew, un Pro Bowler, All-American per i Washington State Cougars e prima scelta assoluta del Draft 1993, annunciò il suo ritiro dallo sport l'11 aprile 2007. In quel momento si trovava al quinto posto nella storia della NFL in passaggi tentati (6.717) e completati (3.839), settimo in yard passate (44.611) e tredicesimo in passaggi da touchdown (251).

## Carriera professionistica

### New England Patriots
Bledsoe fu scelto come primo assoluto nel Draft 1993 dai New England Patriots. Partì subito come titolare nella sua stagione da rookie, salendo dalle due vittorie dell'anno precedente a cinque.
Il 13 novembre 1994, i Patriots avevano vinto solamente tre delle prime nove gare e stavano perdendo, 20–3, contro i Minnesota Vikings alla fine del primo tempo. Bledsoe guidò la vittoria in rimonta per 26-20 ai supplementari, stabilendo i record per passaggi completati (45) e tentati in una partita (70). Rimanendo imbattuti in tutte le successive partite, i Patriots raggiunsero i loro primi playoff dopo otto anni. Bledsoe partì come titolare in tutte le 16 gare, stabilendo il record NFL per passaggi tentati in una stagione (691) e diventando il secondo quarterback a completarne 400 in una stagione, guidando la lega in yard passate (4,555). Per queste prestazioni fu convocato per il suo primo Pro Bowl.
Dopo un difficile 1995, Bledsoe si riprese nel 1996, classificandosi tra i migliori passatori della lega, con l'aiuto del ricevitore Terry Glenn, raggiungendo i playoff e battendo nella finale della AFC i Jacksonville Jaguars, 20–6. La squadra si qualificò così per il Super Bowl XXXI, perso contro i Green Bay Packers per 35–21. Bledsoe completò 25 passaggi su 48 per 253 yard, con 2 touchdown e 4 intercetti subiti. A fine anno fu convocato come titolare per il suo secondo Pro Bowl.

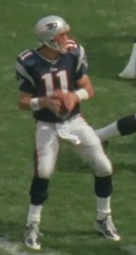
Bledsoe nel 2001 coi Patriots

Nel 1997, Bledsoe portò New England a vincere cinque delle ultime sette gare, qualificandosi ai playoff ancora una volta. Lì il club fu sconfitto nel secondo turno dai Pittsburgh Steelers. La sua annata si concluse con passer rating di 87,7, il migliore in carriera, venendo convocato per il terzo Pro Bowl.
L'anno seguente, Bledsoe divenne il primo quarterback della storia a passare il touchdown della vittoria nei trenta secondi finali di due gare consecutive. Il tale modo, spinse di nuovo New England nei playoff per il terzo anno consecutivo malgrado un indice fratturato nella mano utilizzata per lanciare.
Bledsoe partì nel migliore dei modi nel 1999, lanciando 13 touchdown a fronte di soli quattro intercetti, mentre i Patriots si trovarono su un record di 6-2 a metà stagione. Tuttavia, nella seconda metà, passò solamente 6 touchdown e subì 17 intercetti, con la squadra che non vinse più alcuna partita. Le difficoltà del giocatore e della franchigia continuarono nel 2000, scendendo a un record di 5-11.
Malgrado ciò, nel marzo del 2001, Bledsoe firmò quello che allora fu un contratto da record di dieci anni per un valore di 103 milioni di dollari. Il giocatore però non chiuse la carriera con i Patriots, né assistette all'apertura del nuovo Gillette Stadium. Durante la seconda gara della stagione 2001, Bledsoe fu colpito dal linebacker dei New York Jets Mo Lewis, tranciando un vaso sanguigno nel petto. A sostituirlo come quarterback, ci fu quella che sarebbe diventata una superstar della lega, Tom Brady, che a fine anno guidò i Patriots alla loro prima vittoria del Super Bowl. Anche se non riguadagnò più il suo ruolo di titolare, Bledsoe fu parte integrante nella corsa nei playoff della squadra, quando sostituì l'infortunato Brady nella finale della AFC contro Pittsburgh. Bledsoe, partendo dalla linea delle 40 yard degli Steelers, guidò la squadra a percorrere la restante parte del campo, passando un touchdown da 11 yard a David Patten che sigillò la vittoria per 24-17. Bledsoe terminò quella gara completando 10 passaggi su 21 per 102 yard e un touchdown.

### Buffalo Bills
Con l'esplosione di Brady, Bledsoe fu scambiato coi Buffalo Bills nel 2002, ritrovando nella sua prima stagione con la nuova maglia la forma dei giorni migliori. La sua miglior stagione a livello statistico si concluse con 4.359 yard e 24 touchdown, venendo convocato per il quarto e ultimo Pro Bowl. Nella settimana 2 di quella stagione stabilì anche un record di franchigia passando 463 yard contro i Vikings. Dopo una stagione da 6-10 nel 2003, nel 2004 i Bills sfiorarono i playoff. A fine anno fu svincolato da Buffalo che preferì puntare sul giovane J.P. Losman.

### Dallas Cowboys

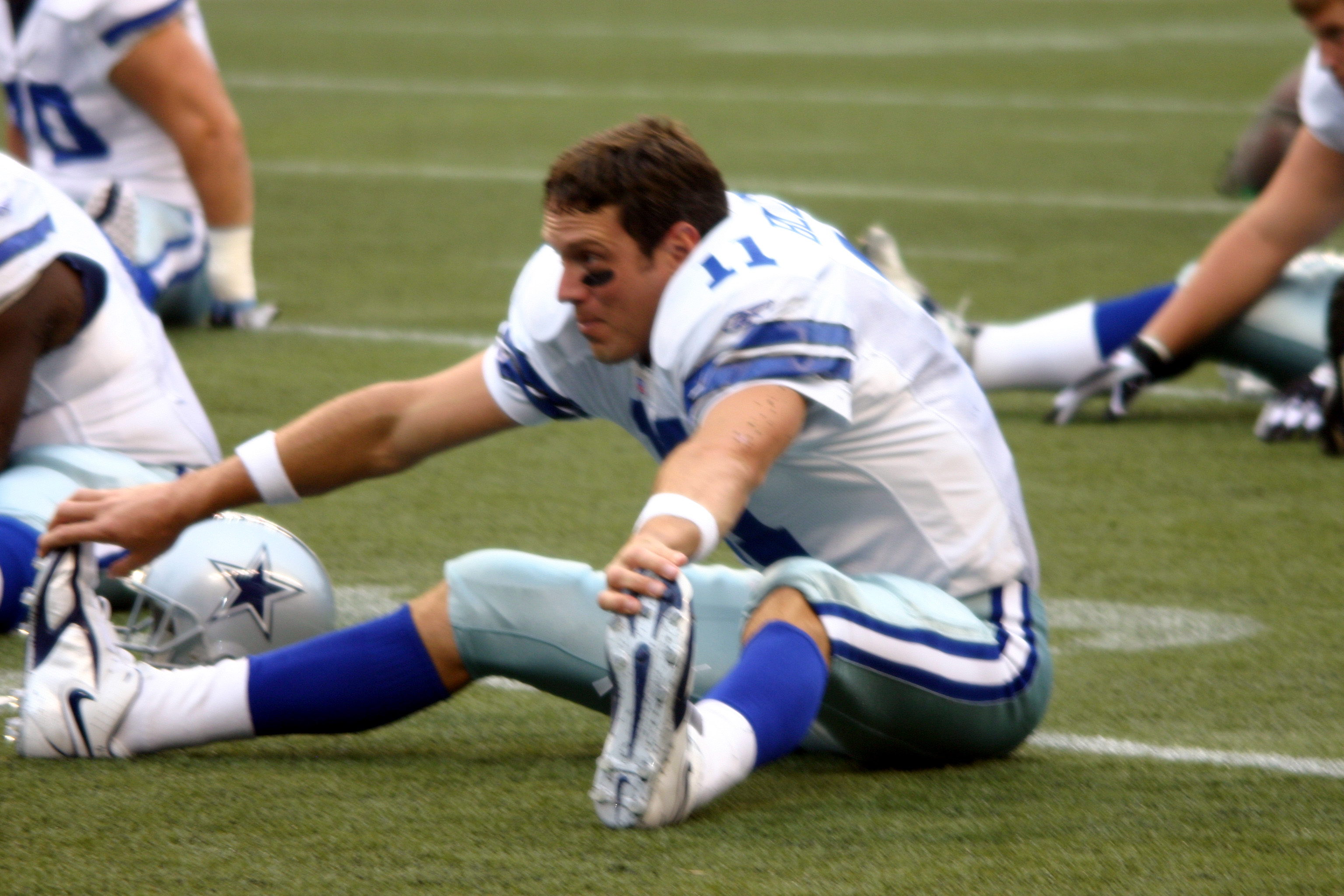
Bledsoe nel 2005 coi Cowboys

Nel 2005, Bledsoe firmò coi Dallas Cowboys del suo ex allenatore ai Patriots Bill Parcells, portando stabilità nel ruolo di quarterback per la prima volta dal ritiro di Troy Aikman. La squadra terminò con un record di 9-7 ma non raggiunse i playoff. La sua ultima stagione fu quella del 2006, in cui fu spesso sostituito da un altro giovane quarterback, Tony Romo. L'11 aprile 2007 annunciò il proprio ritiro.

## Palmarès

### Franchigia
- Super Bowl : 1

New England Patriots: XXXVI
- American Football Conference Championship: 2

New England Patriots: 1996, 2001

### Individuale
- Convocazioni al Pro Bowl: 4

1994, 1996, 1997, 2002
- Patriots Hall of Fame

## Statistiche
| Anno   | Squadra              | Ten   | Comp  | %    | Yard   | TD  | Int | Rat  |
| ------ | -------------------- | ----- | ----- | ---- | ------ | --- | --- | ---- |
| 1993   | New England Patriots | 429   | 214   | 49.9 | 2,494  | 15  | 15  | 65.0 |
| 1994   | New England Patriots | 691   | 400   | 57.9 | 4,555  | 25  | 27  | 73.6 |
| 1995   | New England Patriots | 636   | 323   | 50.8 | 3,507  | 13  | 16  | 63.7 |
| 1996   | New England Patriots | 623   | 373   | 59.9 | 4,086  | 27  | 15  | 83.7 |
| 1997   | New England Patriots | 522   | 314   | 60.2 | 3,706  | 28  | 15  | 87.7 |
| 1998   | New England Patriots | 481   | 263   | 54.7 | 3,633  | 20  | 14  | 80.9 |
| 1999   | New England Patriots | 539   | 305   | 56.6 | 3,985  | 19  | 21  | 75.6 |
| 2000   | New England Patriots | 531   | 312   | 58.8 | 3,291  | 17  | 13  | 77.3 |
| 2001   | New England Patriots | 66    | 40    | 60.6 | 400    | 2   | 2   | 75.3 |
| 2002   | Buffalo Bills        | 610   | 375   | 61.5 | 4,359  | 24  | 15  | 86.0 |
| 2003   | Buffalo Bills        | 471   | 274   | 58.2 | 2,860  | 11  | 12  | 73.0 |
| 2004   | Buffalo Bills        | 450   | 256   | 56.9 | 2,932  | 20  | 16  | 76.6 |
| 2005   | Dallas Cowboys       | 499   | 300   | 60.1 | 3,639  | 23  | 17  | 83.7 |
| 2006   | Dallas Cowboys       | 170   | 90    | 53.3 | 1,164  | 7   | 8   | 69.2 |
| Totale | Totale               | 6,717 | 3,839 | 57.2 | 44,611 | 251 | 206 | 77.1 |